# Team Freedom 2021
Questa voce raccoglie le informazioni riguardanti il Team Freedom nelle competizioni ufficiali della stagione 2021.

## Stagione
Il Team Freedom partecipa al suo primo campionato NVA, classificandosi al secondo posto nella National Conference: partecipa quindi ai play-off scudetto, dove viene eliminato ai quarti di finale dagli Utah Stingers.

## Organigramma societario
Area direttiva
- Presidente: Justin Beaumont

Area tecnica
- Allenatore: Carlo Edra

## Rosa
| N° | Nome                | Ruolo | Data di nascita   | Nazionalità sportiva |
| -- | ------------------- | ----- | ----------------- | -------------------- |
| 2  | Jake Modestow       | C     | -                 | Stati Uniti          |
| 2  | Jake Rosener        | S     | 28 giugno 1987    | Stati Uniti          |
| 3  | Josue Castillo      | S     | -                 | Stati Uniti          |
| 4  | Matthew Elias       | P     | -                 | Stati Uniti          |
| 6  | Douglas Dzema       | C     | 23 maggio 1995    | Stati Uniti          |
| 8  | Besmir Arslani      | S     | 17 gennaio 1993   | Stati Uniti          |
| 9  | Christopher Vaughan | S     | 27 agosto 1993    | Stati Uniti          |
| 10 | Christopher Nugent  | S     | 17 maggio 1995    | Stati Uniti          |
| 11 | Mikheil Hoyte       | C     | 19 settembre 1990 | Trinidad e Tobago    |
| 12 | Matthew Seifert     | C     | 11 dicembre 1992  | Stati Uniti          |
| 13 | Glendon DeMagalhaes | L     | -                 | Canada               |
| 14 | Ryan Kenny          | P     | 30 agosto 1992    | Stati Uniti          |
| 15 | John Cunningham     | L     | -                 | Stati Uniti          |
| 16 | Krystian Pescinski  | C     | -                 | Stati Uniti          |
| 17 | Keith Kegerreis     | C     | -                 | Stati Uniti          |
| 18 | Jonathan Lutz       | O     | -                 | Stati Uniti          |
| 20 | Joseph Norman       | O     | 25 maggio 1994    | Stati Uniti          |

## Statistiche

### Statistiche di squadra
| Competizione | Punti | In casa | In casa | In casa | In trasferta | In trasferta | In trasferta | Totale | Totale | Totale |
| Competizione | Punti | G       | V       | P       | G            | V            | P            | G      | V      | P      |
| ------------ | ----- | ------- | ------- | ------- | ------------ | ------------ | ------------ | ------ | ------ | ------ |
| NVA          | 16    | 0       | 0       | 0       | 0            | 0            | 0            | 10     | 5      | 5      |
| Totale       | -     | 0       | 0       | 0       | 0            | 0            | 0            | 10     | 5      | 5      |

G = partite giocate; V = partite vinte; P = partite perse